# Mistrzostwa świata do lat 18 w hokeju na lodzie mężczyzn 2015/II Dywizja
Mistrzostwa Świata do lat 18 w Hokeju na Lodzie Mężczyzn II Dywizji 2015 odbyły się w dwóch państwach: w estońskim Tallinnie oraz w serbskim Nowym Sadzie. Zawody rozegrano:
- dla grupy A: 22–28 marca 2015,
- dla grupy B: 16–22 marca 2015.

W mistrzostwach drugiej dywizji uczestniczyło 12 zespołów, które zostały podzielone na dwie grupy po 6 zespołów. Rozegrały one mecze systemem każdy z każdym. Zwycięzca turnieju grupy A awansował do mistrzostw świata I dywizji gr. B w 2016 roku, ostatni zespół grupy A spadł do grupy B, zastępując zwycięzcę turnieju grupy B. Najsłabsza drużyna grupy B spadła do trzeciej dywizji.
Hale, w których odbyły się zawody to:
- Tondiraba Jäähall (Tallinn),
- SPENS (Nowy Sad).

## Grupa A
| Sędziowie główni - Djordje Fazekas - Jens Christian Gregersen - Valentin Lascar - Andrei Szrubok | Sędziowie liniowi - Marcus Hoefer - Karolis Jansauskas - Maris Locans - Thomas Nordberg Pettersen - Toivo Tilku - Adrian Cosmin Toparceanu - Emil Wernstrom |

Wyniki

Godziny podane w czasach lokalnych (UTC+02:00)
| 22 marca 2015 | Chorwacja | 1:2 | Polska | Tondiraba Jäähall, Tallinn |

| Szczegóły      | Szczegóły             | Szczegóły       | Szczegóły                                 | Szczegóły                                                                                     |
| -------------- | --------------------- | --------------- | ----------------------------------------- | --------------------------------------------------------------------------------------------- |
| Godzina: 13:00 | H. Krikšić (EQ) 18:52 | (1:1, 0:1, 0:0) | 17:19 (PP) P. Wsół 24:11 (EQ) W. Gorzycki | Widzów: 164 Sędzia główny: Valentin Lascar Sędziowie liniowi: Karolis Jansauskas Maris Locans |
| Godzina: 13:00 | 8 min. kar            |                 | 6 min. kar                                | Widzów: 164 Sędzia główny: Valentin Lascar Sędziowie liniowi: Karolis Jansauskas Maris Locans |

| 22 marca 2015 | Korea Południowa | 4:2 | Wielka Brytania | Tondiraba Jäähall, Tallinn |

| Szczegóły      | Szczegóły                                                                           | Szczegóły       | Szczegóły                                    | Szczegóły |
| -------------- | ----------------------------------------------------------------------------------- | --------------- | -------------------------------------------- | --- |
| Godzina: 16:30 | Shin S.Y. (EQ) 19:46 Ahn J.I. (PP) 21:36 Ahn J.I. (SH) 36:33 Park H. (SH, EN) 58:05 | (1:0, 2:0, 1:2) | 55:55 (EQ) C. Henderson 58:27 (EQ) S. Duggan | Widzów: 247 Sędzia główny: Andrei Szrubok Sędziowie liniowi: Thomas Nordberg Pettersen Adrian Cosmin Toparceanu |
| Godzina: 16:30 | 20 min. kar                                                                         |                 | 8 min. kar                                   | Widzów: 247 Sędzia główny: Andrei Szrubok Sędziowie liniowi: Thomas Nordberg Pettersen Adrian Cosmin Toparceanu |

| 22 marca 2015 | Estonia | 4:5 pd. | Holandia | Tondiraba Jäähall, Tallinn |

| Szczegóły      | Szczegóły                                                                                  | Szczegóły               | Szczegóły | Szczegóły                                                                                           |
| -------------- | ------------------------------------------------------------------------------------------ | ----------------------- | --- | --------------------------------------------------------------------------------------------------- |
| Godzina: 20:00 | V. Nestertšuk (EQ) 08:03 R. Teppan (EQ) 14:06 N. Kozorev (PP) 21:20 I. Andrejev (EQ) 49:13 | (2:2, 1:0, 1:2, d. 0:1) | 03:18 (EQ) L. Kluijtmans 11:31 (EQ) J. Geurts 58:12 (PP) L. Kluijtmans 59:59 (PP, EA) M. Hermens 60:17 (PP) N. Muller | Widzów: 527 Sędzia główny: Jens Christian Gregersen Sędziowie liniowi: Marcus Hoefer Emil Wernstrom |
| Godzina: 20:00 | 27 min. kar                                                                                |                         | 8 min. kar | Widzów: 527 Sędzia główny: Jens Christian Gregersen Sędziowie liniowi: Marcus Hoefer Emil Wernstrom |

| 23 marca 2015 | Korea Południowa | 7:0 | Chorwacja | Tondiraba Jäähall, Tallinn |

| Szczegóły      | Szczegóły | Szczegóły       | Szczegóły  | Szczegóły                                                                                         |
| -------------- | --- | --------------- | ---------- | ------------------------------------------------------------------------------------------------- |
| Godzina: 13:00 | Lee J.H. (EQ) 09:17 Lee H.J/ (EQ) 11:19 Lee H.J. (EQ) 28:55 Lee J.H. (EQ) 32:59 Lee H.J. (EQ) 36:06 Lee H.J. (EQ) 37:35 Ahn J.I. (EQ) 58:21 | (2:0, 4:0, 1:0) |            | Widzów: 211 Sędzia główny: Jens Christian Gregersen Sędziowie liniowi: Toivo Tilku Emil Wernstrom |
| Godzina: 13:00 | 4 min. kar |                 | 2 min. kar | Widzów: 211 Sędzia główny: Jens Christian Gregersen Sędziowie liniowi: Toivo Tilku Emil Wernstrom |

| 23 marca 2015 | Polska | 6:3 | Holandia | Tondiraba Jäähall, Tallinn |

| Szczegóły      | Szczegóły | Szczegóły       | Szczegóły                                                            | Szczegóły                                                                                            |
| -------------- | --- | --------------- | -------------------------------------------------------------------- | --- |
| Godzina: 16:30 | M. Gościński (PP) 20:49 B. Jeziorski (PP) 43:32 B. Jeziorski (EQ) 44:35 P. Wsół (EQ) 50:29 K. Wróbel (EQ) 51:13 D. Musioł (PP) 55:08 M. Gościński (PP2) 58:46 | (0:1, 1:1, 5:1) | 05:31 (PP) B. Tammerijn 26:03 (PP) L. Lambregts 43:32 (PP) N. Muller | Widzów: 137 Sędzia główny: Andrei Szrubok Sędziowie liniowi: Marcus Hoefer Thomas Nordberg Pettersen |
| Godzina: 16:30 | 16 min. kar |                 | 20 min. kar                                                          | Widzów: 137 Sędzia główny: Andrei Szrubok Sędziowie liniowi: Marcus Hoefer Thomas Nordberg Pettersen |

| 23 marca 2015 | Wielka Brytania | 4:1 | Estonia | Tondiraba Jäähall, Tallinn |

| Szczegóły      | Szczegóły                                                                                   | Szczegóły       | Szczegóły            | Szczegóły                                                                                     |
| -------------- | ------------------------------------------------------------------------------------------- | --------------- | -------------------- | --------------------------------------------------------------------------------------------- |
| Godzina: 20:00 | L. Johnson (SH) 07:44 M. Stratford (EQ) 09:24 M. Stratford (EQ) 29:23 L. Johnson (PP) 47:37 | (2:1, 1:0, 1:0) | 04:37 (EQ) K. Volkov | Widzów: 647 Sędzia główny: Djordje Fazekas Sędziowie liniowi: Karolis Jansauskas Maris Locans |
| Godzina: 20:00 | 24 min. kar                                                                                 |                 | 12 min. kar          | Widzów: 647 Sędzia główny: Djordje Fazekas Sędziowie liniowi: Karolis Jansauskas Maris Locans |

| 25 marca 2015 | Polska | 4:1 | Wielka Brytania | Tondiraba Jäähall, Tallinn |

| Szczegóły      | Szczegóły                                                                                   | Szczegóły       | Szczegóły               | Szczegóły                                                                                  |
| -------------- | ------------------------------------------------------------------------------------------- | --------------- | ----------------------- | ------------------------------------------------------------------------------------------ |
| Godzina: 13:00 | B. Jeziorski (EQ) 14:00 S. Skrodziuk (EQ) 41:03 W. Gorzycki (PP) 46:34 A. Rajski (EQ) 52:37 | (1:0, 0:1, 3:0) | 29:14 (EQ) M. Stratford | Widzów: 162 Sędzia główny: Djordje Fazekas Sędziowie liniowi: Marcus Hoefer Emil Wernstrom |
| Godzina: 13:00 | 20 min. kar                                                                                 |                 | 16 min. kar             | Widzów: 162 Sędzia główny: Djordje Fazekas Sędziowie liniowi: Marcus Hoefer Emil Wernstrom |

| 25 marca 2015 | Chorwacja | 2:4 | Holandia | Tondiraba Jäähall, Tallinn |

| Szczegóły      | Szczegóły                                       | Szczegóły       | Szczegóły                                                                                 | Szczegóły                                                                                          |
| -------------- | ----------------------------------------------- | --------------- | ----------------------------------------------------------------------------------------- | -------------------------------------------------------------------------------------------------- |
| Godzina: 16:30 | R. Platuzic (PP) 17:10 M. Buljanovic (PP) 44:26 | (1:0, 0:0, 1:4) | 51:53 (EQ) S. Hermann 52:15 (EQ) G. van Nes 58:57 (PP) L. Lambregts 59:22 (EQ) G. van Nes | Widzów: 247 Sędzia główny: Valentin Lascar Sędziowie liniowi: Toivo Tilku Adrian Cosmin Toparceanu |
| Godzina: 16:30 | 10 min. kar                                     |                 | 12 min. kar                                                                               | Widzów: 247 Sędzia główny: Valentin Lascar Sędziowie liniowi: Toivo Tilku Adrian Cosmin Toparceanu |

| 25 marca 2015 | Korea Południowa | 7:1 | Estonia | Tondiraba Jäähall, Tallinn |

| Szczegóły      | Szczegóły | Szczegóły       | Szczegóły           | Szczegóły                                                                                                 |
| -------------- | --- | --------------- | ------------------- | --- |
| Godzina: 20:00 | Lee J.H. (EQ) 01:57 Lee J.H. (PP) 07:14 Kim B.G. (PP) 22:52 Lee J.H. (EQ) 25:22 Shin S.Y. (EQ) 30:06 Kim B.G. (PP) 33:49 Lee J. H. (EQ) 36:53 | (2:1, 5:0, 0:0) | 19:13 (PP) D. Fursa | Widzów: 592 Sędzia główny: Andrei Szrubok Sędziowie liniowi: Karolis Jansauskas Thomas Nordberg Pettersen |
| Godzina: 20:00 | 22 min. kar |                 | 20 min. kar         | Widzów: 592 Sędzia główny: Andrei Szrubok Sędziowie liniowi: Karolis Jansauskas Thomas Nordberg Pettersen |

| 27 marca 2015 | Holandia | 3:6 | Korea Południowa | Tondiraba Jäähall, Tallinn |

| Szczegóły      | Szczegóły                                                         | Szczegóły       | Szczegóły | Szczegóły                                                                                    |
| -------------- | ----------------------------------------------------------------- | --------------- | --- | -------------------------------------------------------------------------------------------- |
| Godzina: 13:00 | M. Hermens (PP) 17:24 M. Hermens (EQ) 43:02 G. van Nes (EQ) 52:29 | (1:2, 0:3, 2:1) | 08:28 (EQ) Yoon S.M. 15:46 (PP) Shin S.Y. 26:08 (PP) Park H. 27:08 (EQ) Nam H.D. 36:23 (EQ) Ahn J.I. 57:06 (PP) Ahn J.I. | Widzów: 197 Sędzia główny: Djordje Fazekas Sędziowie liniowi: Karolis Jansauskas Toivo Tilku |
| Godzina: 13:00 | 16 min. kar                                                       |                 | 37 min. kar | Widzów: 197 Sędzia główny: Djordje Fazekas Sędziowie liniowi: Karolis Jansauskas Toivo Tilku |

| 27 marca 2015 | Wielka Brytania | 7:1 | Chorwacja | Tondiraba Jäähall, Tallinn |

| Szczegóły      | Szczegóły | Szczegóły       | Szczegóły             | Szczegóły |
| -------------- | --- | --------------- | --------------------- | --- |
| Godzina: 16:30 | L. Bonner (EQ) 03:24 G. Billing (EQ) 10:35 M. Stratford (EQ) 15:19 I. Antonov (EQ) 17:58 I. Antonov (EQ) 25:54 G. Billing (PP) 28:48 G. Billing (EQ) 47:47 | (4:0, 2:1, 1:0) | 30:21 (EQ) H. Krikšić | Widzów: 247 Sędzia główny: Jens Christian Gregersen Sędziowie liniowi: Marcus Hoefer Adrian Cosmin Toparceanu |
| Godzina: 16:30 | 10 min. kar |                 | 10 min. kar           | Widzów: 247 Sędzia główny: Jens Christian Gregersen Sędziowie liniowi: Marcus Hoefer Adrian Cosmin Toparceanu |

| 27 marca 2015 | Estonia | 1:5 | Polska | Tondiraba Jäähall, Tallinn |

| Szczegóły      | Szczegóły           | Szczegóły       | Szczegóły | Szczegóły                                                                                 |
| -------------- | ------------------- | --------------- | --- | ----------------------------------------------------------------------------------------- |
| Godzina: 20:00 | G. Ermel (PP) 21:17 | (0:1, 1:1, 0:3) | 15:55 (EQ) P. Goździkiewicz 24:24 (PP) K. Wróbel 45:00 (EQ) P. Goździkiewicz 51:21 (PP) D. Jarosz 59:52 (PP) M. Zieliński | Widzów: 523 Sędzia główny: Valentin Lascar Sędziowie liniowi: Maris Locans Emil Wernstrom |
| Godzina: 20:00 | 14 min. kar         |                 | 45 min. kar | Widzów: 523 Sędzia główny: Valentin Lascar Sędziowie liniowi: Maris Locans Emil Wernstrom |

| 28 marca 2015 | Holandia | 3:4 pk. | Wielka Brytania | Tondiraba Jäähall, Tallinn |

| Szczegóły      | Szczegóły                                                        | Szczegóły                       | Szczegóły                                                                           | Szczegóły                                                                              |
| -------------- | ---------------------------------------------------------------- | ------------------------------- | ----------------------------------------------------------------------------------- | -------------------------------------------------------------------------------------- |
| Godzina: 13:00 | L. Boer (PP) 08:19 B. Tammerijn (PP) 24:48 G. van Nes (EQ) 55:11 | (1:1, 1:1, 1:1, d. 0:0, k. 0:1) | 09:42 (EQ) L. Bonner 25:37 (EQ) S. Duggan 59:51 (EA) T. Rutkis 65:00 (SO) S. Duggan | Widzów: 153 Sędzia główny: Djordje Fazekas Sędziowie liniowi: Maris Locans Toivo Tilku |
| Godzina: 13:00 | 12 min. kar                                                      |                                 | 26 min. kar                                                                         | Widzów: 153 Sędzia główny: Djordje Fazekas Sędziowie liniowi: Maris Locans Toivo Tilku |

| 28 marca 2015 | Polska | 1:4 | Korea Południowa | Tondiraba Jäähall, Tallinn |

| Szczegóły      | Szczegóły                 | Szczegóły       | Szczegóły                                                                        | Szczegóły                                                                                            |
| -------------- | ------------------------- | --------------- | -------------------------------------------------------------------------------- | --- |
| Godzina: 16:30 | O. Rzekanowski (EQ) 32:26 | (0:1, 1:2, 0:1) | 03:08 (EQ) Park M.Y. 22:08 (PP) Kim B.G. 36:24 (EQ) Ahn J.I. 56:53 (PP) Kim B.G. | Widzów: 369 Sędzia główny: Andrei Shrubok Sędziowie liniowi: Adrian Cosmin Toparceanu Emil Wernstrom |
| Godzina: 16:30 | 10 min. kar               |                 | 6 min. kar                                                                       | Widzów: 369 Sędzia główny: Andrei Shrubok Sędziowie liniowi: Adrian Cosmin Toparceanu Emil Wernstrom |

| 28 marca 2015 | Chorwacja | 5:4 | Estonia | Tondiraba Jäähall, Tallinn |

| Szczegóły      | Szczegóły | Szczegóły       | Szczegóły                                                                          | Szczegóły |
| -------------- | --- | --------------- | ---------------------------------------------------------------------------------- | --- |
| Godzina: 20:00 | R. Platuzic (EQ) 00:48 P. Stančić (EQ) 07:03 D. Matic (EQ) 37:45 N. Kopricanec (PP) 45:34 M. Premerl (EQ) 52:15 | (2:1, 1:2, 2:1) | 11:43 (EQ) J. Petrov 22:15 (EQ) K. Volkov 26:25 (PP) M. Simonov 41:44 (EQ) O. Kork | Widzów: 801 Sędzia główny: Jens Christian Gregersen Sędziowie liniowi: Marcus Hoefer Thomas Nordberg Pettersen |
| Godzina: 20:00 | 4 min. kar |                 | 6 min. kar                                                                         | Widzów: 801 Sędzia główny: Jens Christian Gregersen Sędziowie liniowi: Marcus Hoefer Thomas Nordberg Pettersen |

Tabela
| Lp. | Zespół           | M | Pkt | Z | Zd | Pd | P | G+ | G- | +/− |
| --- | ---------------- | - | --- | - | -- | -- | - | -- | -- | --- |
| 1.  | Korea Południowa | 5 | 15  | 5 | 0  | 0  | 0 | 28 | 7  | +21 |
| 2.  | Polska           | 5 | 12  | 4 | 0  | 0  | 1 | 18 | 10 | +8  |
| 3.  | Wielka Brytania  | 5 | 8   | 2 | 1  | 0  | 2 | 18 | 13 | +5  |
| 4.  | Holandia         | 5 | 6   | 1 | 1  | 1  | 2 | 18 | 22 | –4  |
| 5.  | Chorwacja        | 5 | 3   | 1 | 0  | 0  | 4 | 9  | 24 | –15 |
| 6.  | Estonia          | 5 | 1   | 0 | 0  | 1  | 4 | 11 | 26 | –15 |

    = awans do I dywizji, grupy B     = spadek do II dywizji, grupy B
Statystyki indywidualne
- Klasyfikacja strzelców[2]:  Ah Jae-in – 6 bramek
- Klasyfikacja asystentów[2]:  Max Hermens – 6 asyst
- Klasyfikacja kanadyjska[2]: 3 zawodników po 9 pkt.
- Klasyfikacja +/−[2]: 3 zawodników po +7
- Klasyfikacja skuteczności interwencji bramkarzy[3]:  Shim Hyoun-seop – 96,08%
- Klasyfikacja średniej goli straconych na mecz bramkarzy[3]:  Shim Hyoun-seop – 1,00

Nagrody indywidualne
Dyrektoriat turnieju wybrał trójkę najlepszych zawodników na każdej pozycji:
- Bramkarz:  Lukas Valencic
- Obrońca:  Patryk Wsół
- Napastnik:  Lee Juh-yung

## Grupa B
Sędziowie główni
| - Vladimir Babic - Ołeksandr Goworun - Ramon Sterkens - Milan Zrnic | Liniowi - Uros Aleksić - Vanja Belić - Tibor Fazekas - Mergen Kajdarow - Stef Oosterling - Martin Smrek - Luczezar Stojanow |

Wyniki

Godziny podane w czasach lokalnych (UTC+02:00)
| 16 marca 2015 | Australia | 2:3 pd. | Belgia | SPENS, Nowy Sad |

| Szczegóły      | Szczegóły                                 | Szczegóły            | Szczegóły                                                          | Szczegóły                                                                              |
| -------------- | ----------------------------------------- | -------------------- | ------------------------------------------------------------------ | -------------------------------------------------------------------------------------- |
| Godzina: 13:00 | T. Steven (EQ) 14:24 L. Shumak (EQ) 36:35 | (1:0, 1:2, 0:0, 0:1) | 32:31 (EQ) B. Klijsen 35:16 (EQ) T. Claessens 61:15 (EQ) R. Dhondt | Widzów: 66 Sędzia główny: Vladimir Babić Sędziowie liniowi: Tibor Fazekas Martin Smrek |
| Godzina: 13:00 | 20 min. kar                               |                      | 8 min. kar                                                         | Widzów: 66 Sędzia główny: Vladimir Babić Sędziowie liniowi: Tibor Fazekas Martin Smrek |

| 16 marca 2015 | Hiszpania | 3:1 | Chiny | SPENS, Nowy Sad |

| Szczegóły      | Szczegóły                                                   | Szczegóły       | Szczegóły          | Szczegóły                                                                               |
| -------------- | ----------------------------------------------------------- | --------------- | ------------------ | --------------------------------------------------------------------------------------- |
| Godzina: 16:30 | I. Granell (EQ) 17:21 S. Pous (EQ) 21:53 S. Pous (EQ) 32:33 | (1:0, 2:1, 0:0) | 24:28 (EQ) Deng Z. | Widzów: 48 Sędzia główny: Ołeksandr Goworun Sędziowie liniowi: Uros Aleksić Vanja Belić |
| Godzina: 16:30 | 4 min. kar                                                  |                 | 26 min. kar        | Widzów: 48 Sędzia główny: Ołeksandr Goworun Sędziowie liniowi: Uros Aleksić Vanja Belić |

| 16 marca 2015 | Serbia | 3:4 | Rumunia | SPENS, Nowy Sad |

| Szczegóły      | Szczegóły                                                               | Szczegóły       | Szczegóły                                                                           | Szczegóły                                                                                   |
| -------------- | ----------------------------------------------------------------------- | --------------- | ----------------------------------------------------------------------------------- | ------------------------------------------------------------------------------------------- |
| Godzina: 20:30 | P. Podunavac (EQ) 03:49 L. Vukicevic (EQ) 20:42 L. Vukicevic (EQ) 24:29 | (1:2, 2:0, 0:2) | 12:41 (EQ) K. Marton 19:33 (EQ) M. Kovacs 47:18 (EQ) O. Szopos 58:32 (PP) S. Rokaly | Widzów: 242 Sędzia główny: Milan Zrnic Sędziowie liniowi: Stef Oosterling Luczezar Stojanow |
| Godzina: 20:30 | 10 min. kar                                                             |                 | 8 min. kar                                                                          | Widzów: 242 Sędzia główny: Milan Zrnic Sędziowie liniowi: Stef Oosterling Luczezar Stojanow |

| 17 marca 2015 | Chiny | 8:1 | Australia | SPENS, Nowy Sad |

| Szczegóły      | Szczegóły | Szczegóły       | Szczegóły             | Szczegóły                                                                                   |
| -------------- | --- | --------------- | --------------------- | ------------------------------------------------------------------------------------------- |
| Godzina: 13:00 | Zhang Z. (EQ) 04:14 Ying R. (EQ) 11:42 Zhang Z. (EQ) 12:23 Ying R. (SH) 27:35 Zhu Z. (EQ) 43:14 Zuo R. (EQ) 52:13 Deng Z. (EQ) 52:38 Ying R. (PP) 55:37 | (3:0, 1:0, 4:1) | 56:08 (EQ) W. Moffatt | Widzów: 46 Sędzia główny: Ramon Sterkens Sędziowie liniowi: Tibor Fazekas Luczezar Stojanow |
| Godzina: 13:00 | 49 min. kar |                 | 20 min. kar           | Widzów: 46 Sędzia główny: Ramon Sterkens Sędziowie liniowi: Tibor Fazekas Luczezar Stojanow |

| 17 marca 2015 | Rumunia | 10:1 | Belgia | SPENS, Nowy Sad |

| Szczegóły      | Szczegóły | Szczegóły       | Szczegóły             | Szczegóły                                                                                   |
| -------------- | --- | --------------- | --------------------- | ------------------------------------------------------------------------------------------- |
| Godzina: 16:30 | T. Gyorfy (EQ) 12:35 B. Sallo (EQ) 18:11 O. Szopos (EQ) 18:28 Z. Sandor (EQ) 19:41 Z. Sandor (SH) 20:19 R. Marton (PP) 28:05 B. Gajdo (EQ) 31:10 L. Kollo (PP2) 43:17 B. Sallo (EQ) 54:02 S. Rokaly (EQ) 54:20 | (4:0, 3:0, 3:1) | 49:34 (PP) L. Darques | Widzów: 20 Sędzia główny: Ołeksandr Goworun Sędziowie liniowi: Uros Aleksić Mergen Kajdarow |
| Godzina: 16:30 | 14 min. kar |                 | 16 min. kar           | Widzów: 20 Sędzia główny: Ołeksandr Goworun Sędziowie liniowi: Uros Aleksić Mergen Kajdarow |

| 17 marca 2015 | Hiszpania | 2:0 | Serbia | SPENS, Nowy Sad |

| Szczegóły      | Szczegóły                                       | Szczegóły       | Szczegóły   | Szczegóły                                                                                 |
| -------------- | ----------------------------------------------- | --------------- | ----------- | ----------------------------------------------------------------------------------------- |
| Godzina: 20:00 | A. Palacios (PP) 31:41 M. Manero (SH, EN) 59:46 | (0:0, 1:0, 1:0) |             | Widzów: 208 Sędzia główny: Vladimir Babic Sędziowie liniowi: Stef Oosterling Martin Smrek |
| Godzina: 20:00 | 20 min. kar                                     |                 | 16 min. kar | Widzów: 208 Sędzia główny: Vladimir Babic Sędziowie liniowi: Stef Oosterling Martin Smrek |

| 19 marca 2015 | Rumunia | 10:2 | Chiny | SPENS, Nowy Sad |

| Szczegóły      | Szczegóły | Szczegóły       | Szczegóły                           | Szczegóły                                                                              |
| -------------- | --- | --------------- | ----------------------------------- | -------------------------------------------------------------------------------------- |
| Godzina: 13:00 | S. Rokaly (EQ) 20:57 R. Marton (EQ) 31:41 M. Kovacs (PP) 34:30 S. Rokaly (EQ) 34:37 Z. Sandor (PP) 36:31 Z. Gabriel Stefan (EQ) 41:33 B. Gajdo (PP) 43:42 B. Sallo (EQ) 48:15 S. Rokaly (SH) 51:41 M. Kovacs (EQ) 53:57 | (0:1, 5:1, 5:0) | 13:58 (EQ) Li O. 27:17 (EQ) Ying R. | Widzów: 49 Sędzia główny: Vladimir Babic Sędziowie liniowi: Tibor Fazekas Martin Smrek |
| Godzina: 13:00 | 18 min. kar |                 | 36 min. kar                         | Widzów: 49 Sędzia główny: Vladimir Babic Sędziowie liniowi: Tibor Fazekas Martin Smrek |

| 19 marca 2015 | Hiszpania | 14:4 | Australia | SPENS, Nowy Sad |

| Szczegóły      | Szczegóły | Szczegóły       | Szczegóły                                                                               | Szczegóły                                                                             |
| -------------- | --- | --------------- | --------------------------------------------------------------------------------------- | ------------------------------------------------------------------------------------- |
| Godzina: 16:30 | G. Torner (PP) 02:21 I. Granell (EQ) 08:25 I. Granell (PS) 17:59 O. Rubio (EQ) 18:38 M. Mendizabal (PP) 20:21 B. Baldris (EQ) 24:26 M. Paul (EQ) 24:38 A. Burgos (EQ) 37:00 O. Rubio (SH) 44:02 G. Torner (PP) 47:53 M. Manero (EQ) 48:42 G. Torner (PP) 49:11 A. Torner (EQ) 51:00 G. Torner (EQ) 54:18 | (4:1, 4:1, 6:2) | 10:44 (EQ) M. Henning 30:02 (PP) E. Carini 51:49 (EQ) N. Weiland 52:10 (EQ) E. Cornford | Widzów: 82 Sędzia główny: Milan Zrnic Sędziowie liniowi: Uros Aleksić Mergen Kajdarow |
| Godzina: 16:30 | 20 min. kar |                 | 16 min. kar                                                                             | Widzów: 82 Sędzia główny: Milan Zrnic Sędziowie liniowi: Uros Aleksić Mergen Kajdarow |

| 19 marca 2015 | Serbia | 6:5 | Belgia | SPENS, Nowy Sad |

| Szczegóły      | Szczegóły | Szczegóły       | Szczegóły                                                                               | Szczegóły                                                                                |
| -------------- | --- | --------------- | --------------------------------------------------------------------------------------- | ---------------------------------------------------------------------------------------- |
| Godzina: 20:00 | M. Markovic (PP) 06:36 M. Djumic (EQ) 17:58 A. Filipovic (EQ) 18:34 M. Djumic (EQ) 21:37 L. Vukicevic (SH) 37:43 A. Filipovic (EQ) 46:47 | (3:0, 2;3, 1:2) | 25:49 (EQ) S. Swenne 33:25 (PP) Q. Franckx 52:08 (PP2) S. Swenne 58:49 (EQ) J. van Mele | Widzów: 346 Sędzia główny: Roman Sterkens Sędziowie liniowi: Vanja Belić Stef Oosterling |
| Godzina: 20:00 | 32 min. kar |                 | 22 min. kar                                                                             | Widzów: 346 Sędzia główny: Roman Sterkens Sędziowie liniowi: Vanja Belić Stef Oosterling |

| 21 marca 2015 | Belgia | 4:6 | Hiszpania | SPENS, Nowy Sad |

| Szczegóły      | Szczegóły                                                                           | Szczegóły       | Szczegóły | Szczegóły                                                                              |
| -------------- | ----------------------------------------------------------------------------------- | --------------- | --- | -------------------------------------------------------------------------------------- |
| Godzina: 13:00 | R. Dhondt (EQ) 19:35 B. Klijsen (PP) 48:09 J. Laan (SH) 51:13 L. Darques (EA) 59:35 | (1:3, 0:1, 3:2) | 07:48 (EQ) A. Garcia 17:15 (EQ) O. Rubio 19:54 (EQ) A. Palacios 37:30 (EQ) M. Manero 56:23 (PP2) A. Arraras 58:28 (EQ) M. Manero | Widzów: 44 Sędzia główny: Milan Zrnic Sędziowie liniowi: Tibor Fazekas Stef Oosterling |
| Godzina: 13:00 | 20 min. kar                                                                         |                 | 14 min. kar | Widzów: 44 Sędzia główny: Milan Zrnic Sędziowie liniowi: Tibor Fazekas Stef Oosterling |

| 21 marca 2015 | Australia | 3:18 | Rumunia | SPENS, Nowy Sad |

| Szczegóły      | Szczegóły                                                     | Szczegóły       | Szczegóły | Szczegóły                                                                            |
| -------------- | ------------------------------------------------------------- | --------------- | --- | ------------------------------------------------------------------------------------ |
| Godzina: 16:30 | R. Smith (PP) 07:30 T. Steven (EQ) 55:33 E. Carini (EQ) 57:13 | (1:9, 0:5, 2:4) | 00:19 (EQ) S. Rokaly 05:41 (EQ) T. Gyorfy 06:36 (PP) O. Szopos 08:52 (EQ) S. Rokaly 10:25 (EQ) V. Grigori 11:49 (EQ) L. Kollo 14:28 (EQ) V. Grigori 17:29 (EQ) F. Creanga 17:42 (EQ) M. Kovacs 21:06 (EQ) S. Rokaly 26:24 (PP) O. Szopos 27:32 (EQ) A. Vasile 28:53 (EQ) R. Timaru 34:39 (PP) K. Marton 49:26 (EQ) A. Vasile 50:45 (SH) B. Sallo 55:13 (EQ) L. Kollo 56:27 (PP) K. Marton | Widzów: 39 Sędzia główny: Ramon Sterkens Sędziowie liniowi: Vanja Belić Martin Smrek |
| Godzina: 16:30 | 26 min. kar                                                   |                 | 10 min. kar | Widzów: 39 Sędzia główny: Ramon Sterkens Sędziowie liniowi: Vanja Belić Martin Smrek |

| 21 marca 2015 | Chiny | 1:6 | Serbia | SPENS, Nowy Sad |

| Szczegóły      | Szczegóły        | Szczegóły       | Szczegóły | Szczegóły                                                                                         |
| -------------- | ---------------- | --------------- | --- | ------------------------------------------------------------------------------------------------- |
| Godzina: 20:00 | Li O. (PP) 34:52 | (0:2, 1:2, 0:2) | 05:52 (PP) F. Pajević 19:40 (PP) P. Podunavac 27:32 (EQ) A. Filipovic 39:15 (SH) L. Leštarić 40:55 (SH) L. Vukicevic 48:42 (PP2) L. Vukicevic | Widzów: 397 Sędzia główny: Ołeksandr Goworun Sędziowie liniowi: Mergen Kajdarow Luczezar Stojanow |
| Godzina: 20:00 | 68 min. kar      |                 | 68 min. kar | Widzów: 397 Sędzia główny: Ołeksandr Goworun Sędziowie liniowi: Mergen Kajdarow Luczezar Stojanow |

| 22 marca 2015 | Rumunia | 4:3 pd. | Hiszpania | SPENS, Nowy Sad |

| Szczegóły      | Szczegóły                                                                           | Szczegóły            | Szczegóły                                                     | Szczegóły                                                                              |
| -------------- | ----------------------------------------------------------------------------------- | -------------------- | ------------------------------------------------------------- | -------------------------------------------------------------------------------------- |
| Godzina: 13:00 | T. Gyorfy (EQ) 23:25 M. Kovacs (EQ) 43:37 T. Gyorfy (PP) 48:02 M. Kovacs (EQ) 63:00 | (0:1, 1:0, 2:2, 1:0) | 08:53 (PP) S. Pous 45:57 (EQ) I. Granell 55:32 (EQ) A. Torner | Widzów: 19 Sędzia główny: Ramon Sterkens Sędziowie liniowi: Tibor Fazekas Martin Smrek |
| Godzina: 13:00 | 6 min. kar                                                                          |                      | 18 min. kar                                                   | Widzów: 19 Sędzia główny: Ramon Sterkens Sędziowie liniowi: Tibor Fazekas Martin Smrek |

| 22 marca 2015 | Belgia | 7:2 | Chiny | SPENS, Nowy Sad |

| Szczegóły      | Szczegóły | Szczegóły       | Szczegóły                             | Szczegóły                                                                               |
| -------------- | --- | --------------- | ------------------------------------- | --------------------------------------------------------------------------------------- |
| Godzina: 16:30 | T. Claessens (EQ) 03:52 J. Laan (PP) 05:07 L. Darques (PP) 11:25 Q. Franckx (PP2) 13:25 S. Swennen (EQ) 25:46 J. van Mele (EQ) 42:03 B. Denis (PP) 53:38 | (4:0, 1:1, 2:1) | 25:01 (SH) Ying R. 49:20 (EQ) Ying R. | Widzów: 56 Sędzia główny: Milan Zrnic Sędziowie liniowi: Uros Aleksić Luczezar Stojanow |
| Godzina: 16:30 | 16 min. kar |                 | 30 min. kar                           | Widzów: 56 Sędzia główny: Milan Zrnic Sędziowie liniowi: Uros Aleksić Luczezar Stojanow |

| 22 marca 2015 | Serbia | 6:1 | Australia | SPENS, Nowy Sad |

| Szczegóły      | Szczegóły | Szczegóły       | Szczegóły            | Szczegóły                                                                                   |
| -------------- | --- | --------------- | -------------------- | ------------------------------------------------------------------------------------------- |
| Godzina: 20:00 | V. Zivic (EQ) 25:54 L. Vukicevic (EQ) 32:32 L. Mitić (EQ) 33:03 F. Pajević (EQ) 44:28 L. Vukicevic (EQ) 56:38 L. Leštarić (PP) 59:15 | (0:0, 3:0, 3:1) | 49:35 (SH) T. Steven | Widzów: 557 Sędzia główny: Ołeksandr Goworun Sędziowie liniowi: Vanja Belić Mergen Kajdarow |
| Godzina: 20:00 | 6 min. kar |                 | 12 min. kar          | Widzów: 557 Sędzia główny: Ołeksandr Goworun Sędziowie liniowi: Vanja Belić Mergen Kajdarow |

Tabela
| Lp. | Zespół    | M | Pkt | Z | Zd | Pd | P | G+ | G- | +/− |
| --- | --------- | - | --- | - | -- | -- | - | -- | -- | --- |
| 1.  | Rumunia   | 5 | 14  | 4 | 1  | 0  | 0 | 46 | 12 | +34 |
| 2.  | Hiszpania | 5 | 13  | 4 | 0  | 1  | 0 | 28 | 13 | +15 |
| 3.  | Serbia    | 5 | 9   | 3 | 0  | 0  | 2 | 21 | 13 | +8  |
| 4.  | Belgia    | 5 | 5   | 1 | 1  | 0  | 3 | 20 | 26 | –6  |
| 5.  | Chiny     | 5 | 3   | 1 | 0  | 0  | 4 | 14 | 27 | –13 |
| 6.  | Australia | 5 | 1   | 0 | 0  | 1  | 4 | 11 | 49 | –38 |

    = awans do II dywizji, grupy A     = spadek do III dywizji, grupy A
Statystyki indywidualne
- Klasyfikacja strzelców[6]:  Szilard Rokaly – 8 bramek
- Klasyfikacja asystentów[2]: 3 zawodników po 9 pkt.
- Klasyfikacja kanadyjska[2]:  Mátyás Kovács – 15 pkt.
- Klasyfikacja +/−[2]: 3 zawodników po +12
- Klasyfikacja skuteczności interwencji bramkarzy[7]:  Jug Mitić – 93,53%
- Klasyfikacja średniej goli straconych na mecz bramkarzy[3]:  Ðaniel Uruc – 2,13

Nagrody indywidualne
Dyrektoriat turnieju wybrał trójkę najlepszych zawodników na każdej pozycji:
- Bramkarz:  Alejandro Renesses
- Obrońca:  Tihamer Gyorfy
- Napastnik:  Lazar Lestaric